# Billy Gould

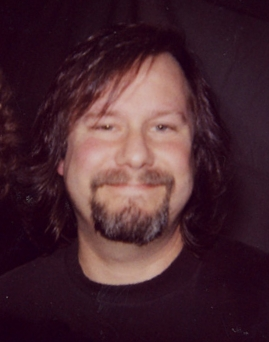
Billy Gould (2005)

William David Gould (* 24. April 1963 in Los Angeles, Kalifornien) ist ein US-amerikanischer Musiker, Musik-Produzent und Unternehmer im Rockgeschäft. Bekannt wurde er als Bassist der Rockband Faith No More.

## Leben
Er lernte als Schüler E-Bass spielen und zog zum Studium nach San Francisco um, wo er bald eine Band gründete, die nach verschiedenen Umbenennungen „Faith No More“ getauft wurde. Als Songwriter und Bassist dieser Band prägte er den Stil, der ursprünglich als Funk Metal und später als Crossover bezeichnet wurde. Mit seiner Band Faith No More erreichte Gould mehrere Hits und Auszeichnungen.
Seit der Auflösung von Faith No More im Jahr 1998 betreibt er eine eigene Plattenfirma namens Koolarrow Records, die sich auf Underground-Bands verschiedenster Länder und verschiedenster Stile spezialisiert hat.
Darüber hinaus ist er oft als Produzent, Gastmusiker oder als Mitglied von Supergroups tätig. Seit Mitte der 1990er war er in ein Grindcore-Projekt mehrerer bekannter Musiker involviert, das als Brujeria bekannt ist und sich als mexikanische Gruppierung von Revolutionären in der Tradition Zapatas ausgibt. 2002 verließ er die Band, um sich anderen Projekten zu widmen.
1994 war er mit Mitgliedern von Rage Against the Machine und von Tool an Shandi’s Addiction beteiligt, die an einem Tribut-Album für Kiss mitwirkten. 2002 produzierte er die zweite Hälfte des Beatsteaks-Albums Living Targets. Im Jahre 2004 veröffentlichte er mit der skandinavischen All-Star-Formation Black Diamond Brigade ebenfalls ein Kiss-Cover und beteiligte sich an der Aktion Punkvoter, die sich zusammen mit anderen Musikern gegen die Wiederwahl George Bushs einsetzte. 2005 war er Gastmusiker auf dem Fear-Factory-Album Transgression.
Im November 2006 produzierte Gould das 2007 erschienene Album der deutschen Band Harmful. Im Anschluss daran stieg Gould als zweiter Tour-Gitarrist ein. Im Jahre 2008 beteiligte er sich an der Band von Korn-Gitarrist James Shaffer, Fear and the Nervous System, sowie an Jello Biafras Geburtstagsband Axis of Merry Evildoers. 2009 nahm er mit der gleichen Band unter dem Namen Jello Biafra and the Guantanamo School of Medicine das Album Audacity of Hype auf. Im Sommer desselben Jahres ging er mit seiner alten Band Faith No More auf eine Welttournee, deren letztes Konzert im Dezember des Jahres 2010 in Chile stattfand und 2011 durch Festivalauftritte in Südamerika fortgesetzt wurde.
Im Mai des Jahres 2011 trat er auf der EP Enhanced Methods Of Questioning wieder als Bassist von Jello Biafra and the Guantanamo School of Medicine und mit dem Projekt The Talkin Book, das sich mit Klangcollagen beschäftigt, in Erscheinung.